# Яхта (игра в кости)
Яхта (англ. yacht) — народная игра в кости, предшественница покера на костях, схожего с ней по игровому процессу.

## Ход игры
В яхту можно играть в одиночку или с любым количеством противников. Игроки ходят по очереди, бросая одновременно пять костей, предпочтительно при этом использовать специальный стакан. После каждого броска игрок выбирает, какие кости оставить, а какие перебросить. Игрок может перебросить любое количество (включая все пять) костей два раза за ход. В каждом ходе необходимо записать очки за одну из возможных комбинаций, если подходящих не осталось, то нужно написать 0 за любую. Каждую комбинацию можно записать только один раз. Игрок с наибольшим количеством очков в конце игры побеждает.

## Подсчёт очков
Очки записываются за следующие комбинации:
Верхняя секция:
- Единицы (Ones): Сумма всех костей, на которых выпали 1.
- Двойки (Twos): Сумма всех костей, на которых выпали 2.
- Тройки (Threes): Сумма всех костей, на которых выпали 3.
- Четвёрки (Fours): Сумма всех костей, на которых выпали 4.
- Пятёрки (Fives): Сумма всех костей, на которых выпали 5.
- Шестёрки (Sixes): Сумма всех костей, на которых выпали 6.

Если игрок набирает по крайней мере 63 очков (по три кости с каждым числом) в верхней секции, он получает бонус в виде 35 очков (Это не обязательное правило).
Нижняя секция:
- Сэт (Three of a Kind): Три кости, на которых выпали одинаковые значения. В очки записывается сумма этих трёх костей.
- Карэ (Four of a Kind): Четыре кости, на которых выпали одинаковые значения. В очки записывается сумма этих четырёх костей.
- Младший стрит (Small Straight): Любые четыре последовательных числа (1, 2, 3, 4 или 2, 3, 4, 5 или 3, 4, 5, 6). Записывается 25 очков.
- Старший стрит (Big Straight): Пять последовательных чисел (1, 2, 3, 4, 5 или 2, 3, 4, 5, 6). Записывается 30 очков.
- Фул Хаус (Full House): Пара и тройка любых одинаковых костей. Записывается 40 очков.
- Яхта (The Yacht): Пять костей, на которых выпали одинаковые значения. Записывается 50 очков.
- Шанс (Chance): Записывается сумма всех выпавших костей.